# جائزة الأمير فيصل بن فهد العالمية للأبحاث الرياضية
جائزة الأمير فيصل بن فهد العالمية للأبحاث الرياضية، هي جائزة سعودية دولية تهدف لتطوير وإثراء الرياضة العالمية من خلال البحوث الرياضية. أسسها الأمير فيصل بن فهد بن عبد العزيز في العام 1983، وتمنح في ثلاثة مجالات رياضية مختلفة، بالتعاون مع الاتحاد الدولي للتربية البدنية والرياضة. استكملت الجائزة ثماني دورات حتى العام 2014، وفي أكتوبر 2019 أعلن رئيس الهيئة العامة للرياضة الأمير عبد العزيز بن تركي عودة الجائزة بهوية جديدة وتولي معهد إعداد القادة مسؤولية الإشراف عليها.

## نبذة
تأسست الجائزة في العام 1983، وفي العام 1990 تقرر تحويلها إلى المستوى العالمي مع رفع قيمتها إلى 30 ألف دولار أمريكي، وفي العام 2001 شكلت لجنة عليا للجائزة ورفعت قيمتها إلى 300 ألف دولار توزع بالتساوي على محاورها الثلاثة، كما تقرر توزيع جوائزها كل عامين بعد أن كانت توزع كل أربعة أعوام. وفي العام 2014 ارتفع مجموع مبالغ الجائزة إلى 400 ألف دولار، ثم أعلنت هيئة الرياضة السعودية ممثلة في معهد إعداد القادة، في أكتوبر 2019، عن رفع مبلغ الجائزة إلى مليون دولار أمريكي، وإقامة حفل إعلان الفائزين وتوزيع الجوائز في أكتوبر 2020، كما أعلن المعهد عن اختيار جامعة AISTS السويسرية شريكا علميا للجائزة، إذ ستتولى استقبال البحوث وتحكيمها.

## مسارات الجائزة
تشمل الجائزة ثلاثة مسارات، هي: البحث العلمي الرياضي، والمقال العلمي الرياضي، وشخصية العام.